# Oklahoma City Dodgers
Die Oklahoma City Dodgers sind ein Minor League Baseball Team aus Oklahoma City, Oklahoma. Das Team, das in der Pacific Coast League spielt, ist die Triple-A-Mannschaft der Los Angeles Dodgers und somit deren wichtigstes Farmteam. Heimspielstätte der Oklahoma City Dodgers ist der Chickasaw Bricktown Ballpark in Downtown Oklahoma City.
In den Jahren 1963 und 1965 gewannen die Dodgers die Meisterschaft in der Pacific Coast League als Farmteam der Houston Colt .45s, sowie 1992 und 1996 als Triple-A-Team der Texas Rangers.

## Geschichte
Oklahoma City beherbergt seit 1904 bis auf wenige Jahre durchgehend professionelle Baseballteams mit wechselnden Namen wie Mets, Indians, Senators und Boosters. Das heutige Franchise wurde im Jahr 1962 als die Oklahoma City 89ers gegründet und spielte als Triple-A-Team der Houston .45, des Vorgängers der heutigen Houston Astros. Im Jahr 1983 wechselte das Team zu den Texas Rangers und benannte sich 1998 in Oklahoma City RedHawks um. Im gleichen Jahr zog die Mannschaft in den Chickasaw Bricktown Ballpark um, der bis heute als Spielstätte genutzt wird. Zur Saison 2015 arrangierte das Team einen Deal mit den Los Angeles Dodgers und spielt seitdem für das Franchise unter dem Namen Oklahoma City Dodgers.

## Bekannte ehemalige Spieler

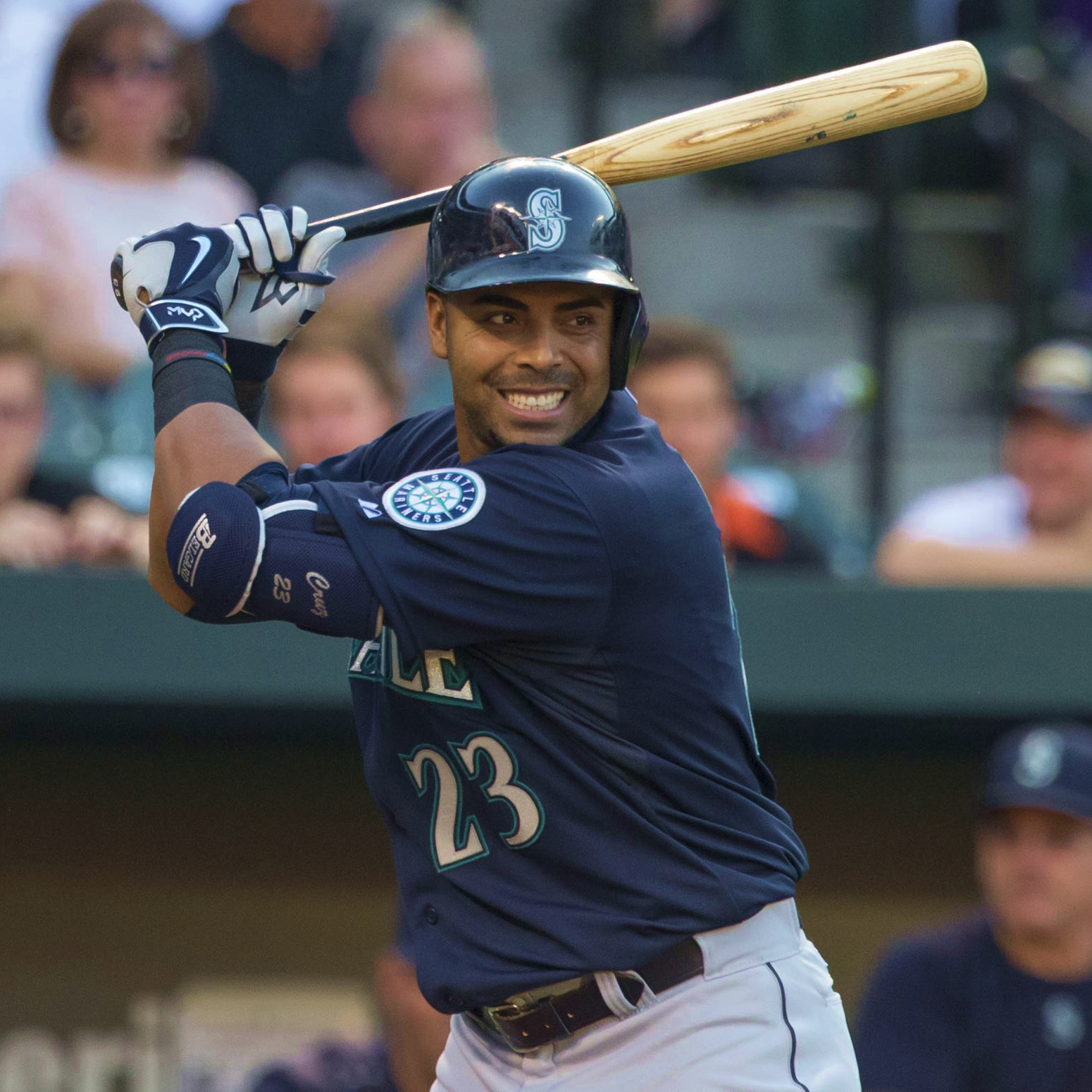
Nelson Cruz

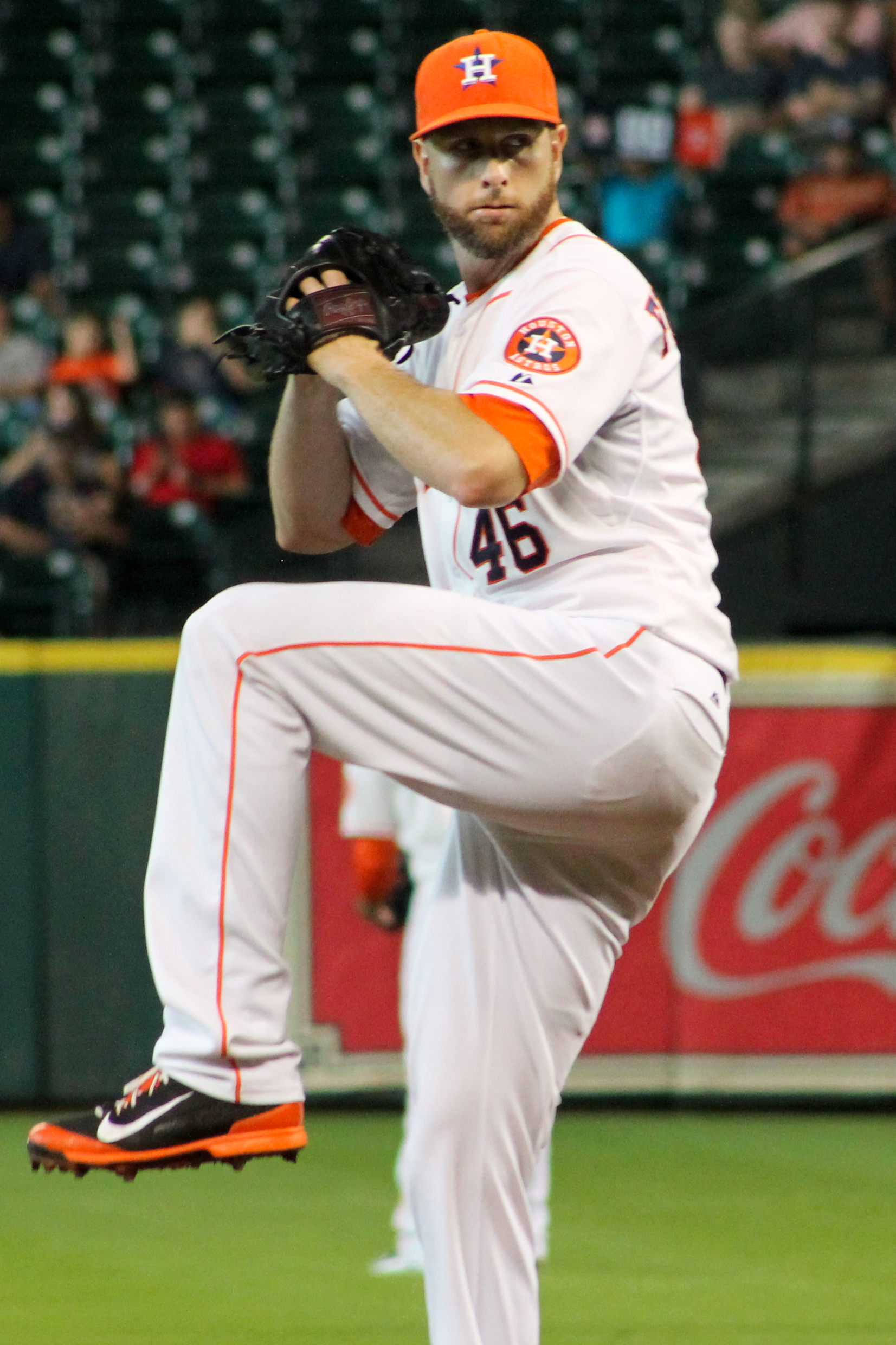
Scott Feldman

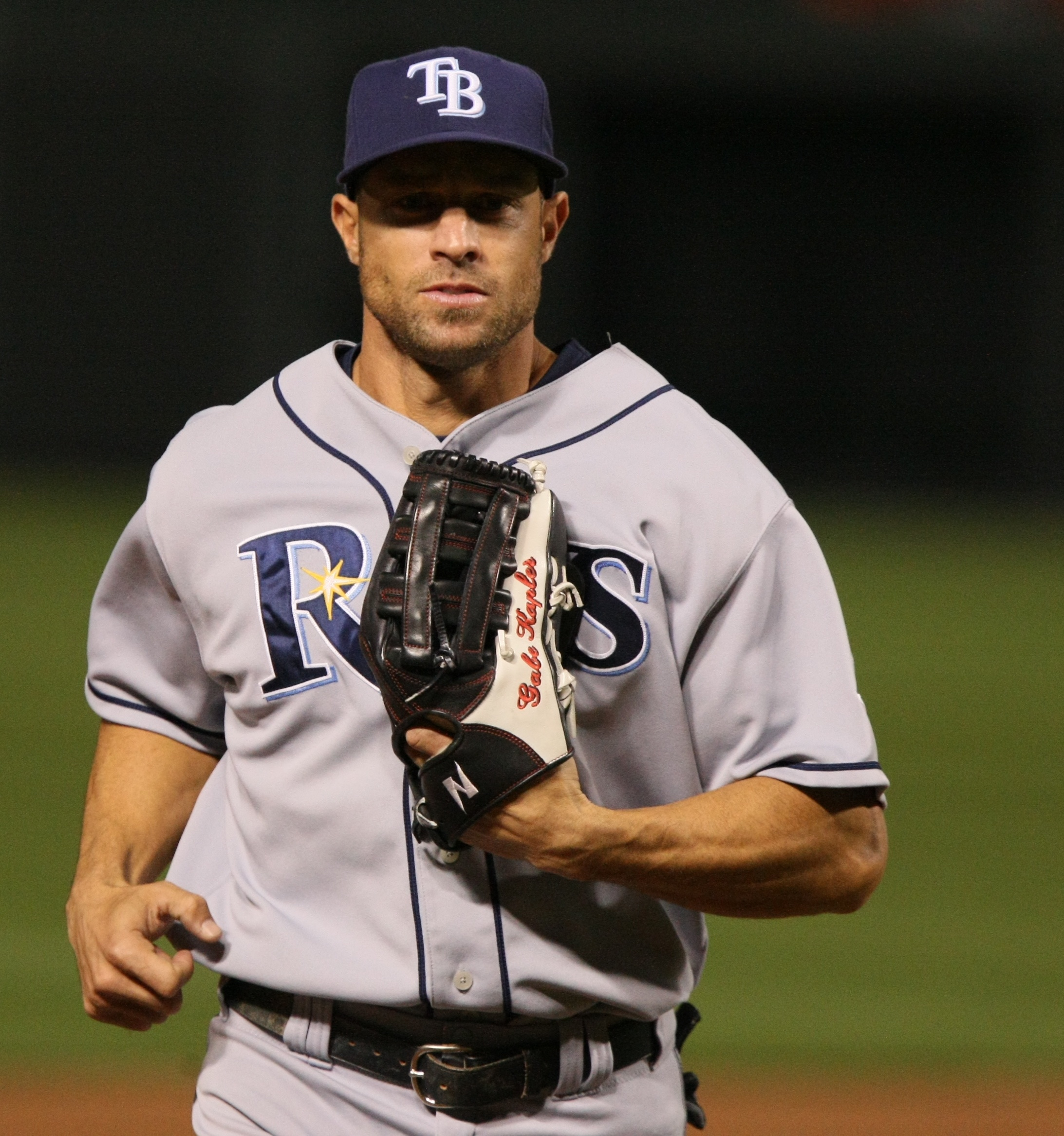
Gabe Kapler

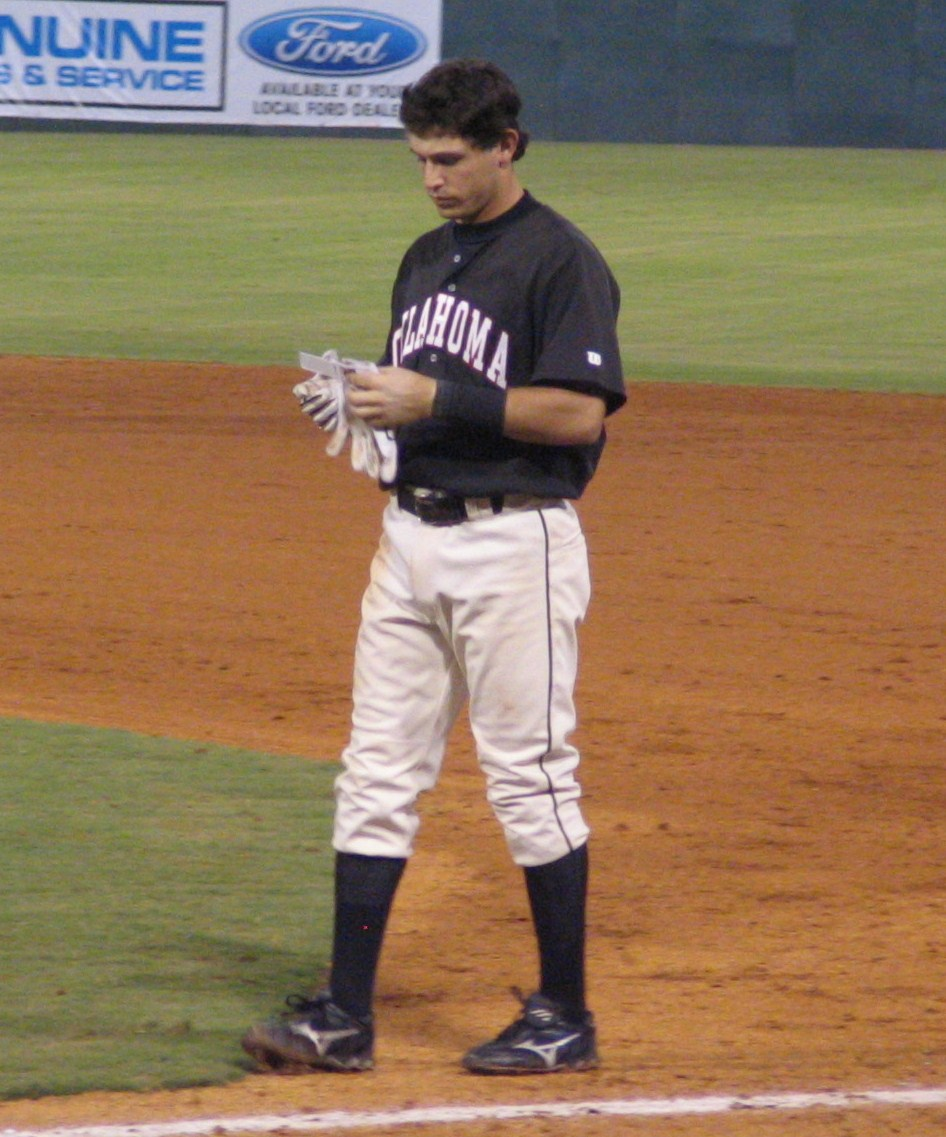
Ian Kinsler, 2005

- Jim Acker, Pitcher
- Cody Bellinger, Outfielder
- Hank Blalock, Third Baseman
- Steve Buechele, Third Baseman
- Marlon Byrd, Outfielder
- Francisco Cordero, Pitcher
- Carl Crawford, Outfielder
- Nelson Cruz, Outfielder
- Chris Davis, First Baseman
- Doug Davis, Pitcher
- R.A. Dickey, Pitcher
- Justin Duchscherer, Pitcher
- Scott Feldman, Pitcher
- Neftali Feliz, Pitcher
- Adrian Gonzalez, First Baseman
- Juan González, Outfielder
- Travis Hafner, First Baseman
- Matt Harrison, Pitcher
- Gabe Kapler, Outfielder
- Dallas Keuchel, Pitcher
- Ian Kinsler, Second Baseman
- Danny Kolb, Pitcher
- Duane Kuiper, Second Baseman
- Gerald Laird, Catcher
- Zach Lee, Pitcher
- Ryan Ludwick, Outfielder
- Rick Manning, Outfielder
- J.D. Martinez, Outfielder
- Mitch Moreland, First Baseman
- Jeff Newman, Catcher
- Alexi Ogando, Pitcher
- Carlos Peña, First Baseman
- J.R. Richard, Pitcher
- Jarrod Saltalamacchia, Catcher
- Ryne Sandberg, Second Baseman
- Corey Seager, Shortstop
- Rubén Sierra, Outfielder
- Justin Smoak, First Baseman
- Sammy Sosa, Outfielder
- George Springer, Outfielder
- Edinson Vólquez, Pitcher
- C.J. Wilson, Pitcher
- Michael Young, Infielder
- Josh Zeid, Pitcher